# ألانا كلارك
ألانا كلارك هي عازفة بيانو وعازفة قيثارة ومغنية كندية، ولدت في 25 فبراير 1989.

## وصلات خارجية
- الموقع الرسمي